# 1929年香港
|        | 香港歷史 \| 香港歷史年表                                                                                                   |
| 世紀： | 19世紀香港 \| 20世紀香港 \| 21世紀香港                                                                                     |
| 年代： | 1890年代香港 \| 1900年代香港 \| 1910年代香港 \| 1920年代香港 \| 1930年代香港 \| 1940年代香港 \| 1950年代香港               |
| 年份： | 1925年香港 \| 1926年香港 \| 1927年香港 \| 1928年香港 \| 1929年香港 \| 1930年香港 \| 1931年香港 \| 1932年香港 \| 1933年香港 |
| 紀年： | 己巳年（蛇年）、香港開埠88周年                                                                                             |

## 大事記
- 本年：
  - 共有警察1,795名，其中華警780人、印警754人、歐警261人。[1]
  - 政府財政收入為2,355萬港元，支出2,198萬。[1]

### 1月
- 1月16日——0時過後，由上海開往香港的客貨船新華輪在駛至橫瀾島燈塔附近發生人為錯誤，罕有地觸礁擱淺，加上在未有無線電通訊的情況下未能即時聯絡外界，以致延緩救援工作，終釀成約400人喪生大慘劇[2]，全船僅26人獲救生還，至今為香港境內第二多人死亡的海難事件。

### 2月
- 2月1日——香港電台台號由「GOW」改為「ZBW」。[1]
- 2月20日——香港工運領袖蘇兆征因積勞成疾而病逝上海，年僅43歲。

### 3月
- 3月10日——廣東省政府主席陳銘樞伉儷訪港。[1]
- 3月11日——午夜德輔道中英皇愛德華酒店發生大火，共導致10死5傷[3]。消防員接報後到場，在地下設置救生網，剛入住該酒店3樓的廣東省政府主席陳銘樞着夫人攀出窗外往救生網方向跳下，惟夫人畏高不敢跳，同行的國民政府財政廳長范其務見形勢危急，遂將陳夫人推下，范亦隨即跳下，均掉進網中無恙。及後陳也跳下，雖亦跌中網中，惟網彈力已減弱，故腳觸地受傷，後雖治癒，但仍有些「跛」，陳氏隨員鍾氏則葬身火海。事後法庭檢討，認為香港酒店的救火設備普遍太差，應加強各酒店的防火、救火設施。[4]

### 4月
- 4月25日——亨利王子乘船赴日途經香港，於皇后碼頭上岸。[5]
- 4月27日——10架飛機歡送亨利王子離港返回啟德機場時，一架飛機剷出跑道，3人被飛機擊中斃命。
- 4月28日——長洲發生漁船多人食物中毒事件，23人死亡。
- 4月29日——筲箕灣南安街發生火警，燬毀船廠3間。[6]

### 5月
- 中共中央秘書長鄧小平從上海經過香港再去廣西。
- 5月14日——一輛中華汽車公司街坊車於油麻地上海街輾斃一名婢女。[7]
- 5月29日——當局開始實行5級制水。[1]

### 6月
- 6月18日——因乾旱嚴重，港府試行飛機人造降雨，兩次均未成功。[1]

### 7月
- 7月25日——灣仔交加街一名債主追一元債項不遂被謀殺。

### 8月
- 8月11日——西營盤第二街226號四樓千益堂檀香工會發生命案，會員盧球在曾內被另一會員嚴日康斫斃。
- 8月19日——旺角街市泗昌雞鴨欄發生打鬥，陳才以木屐作武器將店伴劉才打至重傷，腦部流血不止。
- 8月22日——七號最高風球（今十號颶風信號）懸掛近4小時，造成7死13傷[8]。

### 9月
- 9月6日——香港首次開辦航空郵遞服務。
- 9月7日——中華體育會舉行第一次公開運動大會。[1]
- 9月13日——中華民國外交部籌備設立駐港澳領事館。
- 9月23日——元朗橫州村發生傷人案，2男3女被刀斬傷。[9]
- 9月26日——大澳瓦缸洲白芝村發生雙屍案。[10]

### 10月
- 10月1日——金文泰出訪馬尼拉，輔政司修頓署任港督。
- 10月8日——香港電台正式在郵政局大樓開幕，當局將郵政局長史密夫調任為首位台長。[1]
- 10月28日——港督金文泰結束外訪返港。

### 11月
- 11月17日——東華東院建成開幕，由總督金文泰主禮。[1]

### 12月
- 12月20日——民間業餘航空組織香港飛行會成立。
- 12月21日——晚上10時，由汕尾開往香港的客船「利昌輪」在駛至福建頭附近時因風浪過大導致沉沒，釀成260餘人溺斃慘劇，僅2人獲救並送回香港。[11]